# Новобалапаново
Новобалапа́ново (баш. Яңы Балапан) — деревня в Абзелиловском районе Республики Башкортостан России, входит в Баимовский сельсовет.

## Географическое положение
Расстояние до:
- районного центра (Аскарово): 76 км,
- центра сельсовета (Баимово): 9 км,
- ближайшего остановочного пункта (Муракаево): 5 км.

## Население
| 1968 | 2002 | 2009 | 2010 |
| ---- | ---- | ---- | ---- |
| 277  | ↗384 | ↗442 | ↘417 |

Национальный состав
Согласно переписи 2002 года, преобладающая национальность — башкиры (100 %).

## Известные уроженцы
- Ишмухамет Мурзакаев-Балапанов (1781—1878) — сэсэн-импровизатор, кураист, собиратель башкирского фольклора.